# Goni (Uruguai)
Goni, també coneguda com a Goní, és una entitat de població de l'Uruguai, ubicada al nord-oest del departament de Florida, limítrof amb Flores. Té una població aproximada de 150 habitants, segons les dades del cens del 2004.
Es troba a 99 metres sobre el nivell del mar.